# Juzbado
Juzbado ist eine kleine westspanische Gemeinde (municipio) in der Provinz Salamanca in der Autonomen Gemeinschaft Kastilien-León. 2024 hatte die Gemeinde 183 Einwohner. Neben dem Hauptort Juzbado besteht die Gemeinde aus den Ortschaften Carrascal und Olmillos sowie aus der Wüstung Hebel.

## Geographie
Juzbado befindet sich etwa 20 Kilometer nordwestlich vom Stadtzentrum der Provinzhauptstadt Salamanca in einer Höhe von 795 m. Der Río Tormes begrenzt die Gemeinde im Süden.

## Bevölkerungsentwicklung
| Jahr      | 1900 | 1920 | 1950 | 1970 | 1981 | 1991 | 2001 | 2011 | 2021 |
| Einwohner | 368  | 349  | 317  | 214  | 179  | 183  | 193  | 176  | 199  |

## Wirtschaft
In Juzbado befindet sich eine Kernbrennstoff-Wiederaufbereitungsanlage der ENUSA.

## Sehenswürdigkeiten
- Kirche
- Geologiemuseum